# Dendrobium eumelinum
Dendrobium eumelinum är en orkidéart som beskrevs av Rudolf Schlechter. Dendrobium eumelinum ingår i släktet Dendrobium, och familjen orkidéer. Inga underarter finns listade i Catalogue of Life.